# Fecht-Club Hermannia Frankfurt
Der Fecht-Club Hermannia Frankfurt eingetragener Verein (kurz FC Hermannia Frankfurt e. V.) war von 1873 bis 1971 ein Verein zur Förderung des Fechtsports mit Sitz in Frankfurt am Main. Mit zahlreichen Medaillen bei Olympischen Spielen und Deutschen Fechtmeisterschaften zählte der Fecht-Club Hermannia zu den erfolgreichsten deutschen Sportvereinen.

## Geschichte

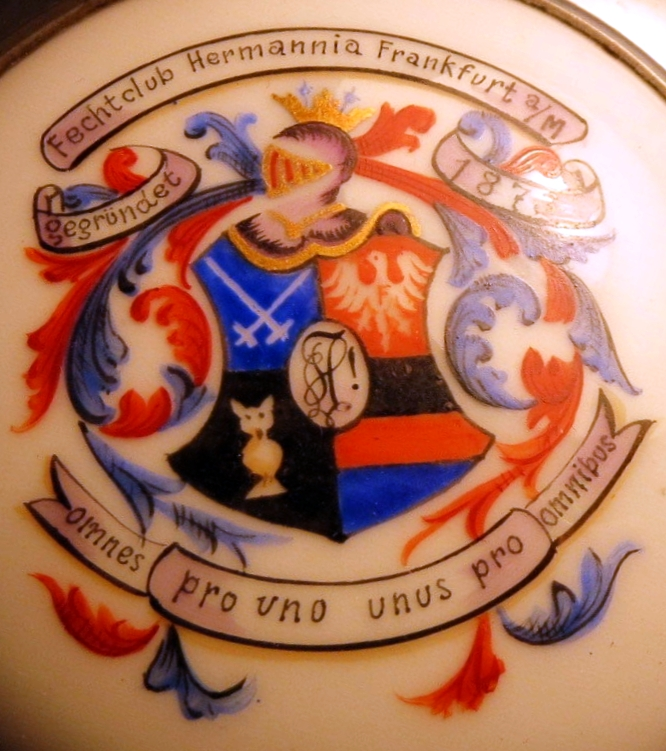
Wappen des FC Hermannia (1890)

Am 30. Oktober 1873 wurde der Fecht-Club Hermannia in Frankfurt am Main gegründet. Einzelne Sportler des Vereins, unter anderem Emil Schön, Erwin Casmir, Julius Eisenecker und Erwin Kroggel, zählten bald zu den deutschen Spitzenfechtern.
Am 24. Dezember 1951 überreichte der damalige Oberbürgermeister der Stadt Frankfurt, Walter Kolb, im Auftrag des Bundespräsidenten Theodor Heuss, dem Fecht-Club Hermannia in Würdigung seiner Verdienste das Silberne Lorbeerblatt.
Als in der Nachkriegszeit Leistungszentren wie Bonn, Heidenheim und später der Bundes- und Olympiastützpunkt beim Fecht-Club Tauberbischofsheim immer größer und erfolgreicher wurden und der Fechtsport in bis dahin nicht bekannter Größenordnung von Bund, Ländern und Industrie gesponsert wurde, verschob sich das Kräfteverhältnis erheblich zuungunsten der traditionellen Vereine wie der Hermannia. Die Fechtlandschaft veränderte sich in der Folge gravierend; Frankfurter Fechterinnen und Fechter aus verschiedenen Vereinen schlossen sich zusammen. 
Am 23. September 1971 kam es schließlich nach fast 100 Jahren zur Auflösung der Hermannia, die im Universitätsfechtclub Frankfurt e. V. (UFC) aufging. Im November 2016 wiederum beschlossen die UFC-Mitglieder die Auflösung ihres bisherigen Vereins. Per 1. Januar 2017 wechselten sie als Fechtabteilung zum Multisportverein Eintracht Frankfurt e. V.

## Erfolge

### Deutsche Meisterschaften
Bei Deutschen Fechtmeisterschaften konnten die Frankfurter Fechter zahlreiche Einzel- und Mannschaftsmeisterschaften gewinnen. Im Folgenden sind die Athleten der Hermannia mit mindestens fünf Einzelmeistertiteln im Fechten gelistet:
| Name              | Gesamt | Florett | Degen | Säbel |
| ----------------- | ------ | ------- | ----- | ----- |
| Erwin Casmir      | 23     | 8       | 7     | 8     |
| Julius Eisenecker | 8      | 6       | 0     | 2     |
| Erwin Kroggel     | 5      | 0       | 5     | 0     |

### Olympische Spiele
Bei den Olympischen Spielen 1906 in Athen war Emil Schön Mitglied der siegreichen deutschen Säbel- und Degenmannschaft. Bei den Olympischen Spielen 1928 in Amsterdam gewann Erwin Casmir im Einzelwettbewerb des Florettfechtens die Silbermedaille. Bei den Olympischen Spielen 1936 in Berlin holte Helene Mayer die Silbermedaille, das Florettteam mit Erwin Casmir, Julius Eisenecker, Siegfried Lerdon und Stefan Rosenbauer die Bronzemedaille und das Säbelteam mit Erwin Casmir, Julius Eisenecker und Hans-Georg Jörger die Bronzemedaille.

### Weltmeisterschaften
Bei den Weltmeisterschaften 1937 in Paris wurde Helene Mayer Weltmeisterin und die Säbelmannschaft mit Hermannia-Fechtern gewann die Bronzemedaille.

## Vereinsstruktur
Die Vereinsfarben waren schwarz, rot und blau.